# Chupaca (província)
Chupaca é uma província do Peru localizada na região de Junín. Sua capital é a cidade de Chupaca.

## Distritos da província
- Ahuac
- Chongos Bajo
- Chupaca
- Huachac
- Huamancaca Chico
- San Juan de Iscos
- San Juan de Jarpa
- Tres de Diciembre
- Yanacancha